# Batman (1989)
Batman is een Amerikaanse fantasyfilm uit 1989 van regisseur Tim Burton, gebaseerd op de gelijknamige stripreeks van Bob Kane. Het titelpersonage wordt gespeeld door Michael Keaton. De film was een groot kassucces, de best bezochte film van 1989.
De film was het eerste deel van een cyclus Batmanfilms, waar later Batman Returns (1992), Batman Forever (1995) en Batman & Robin (1997) toe gingen behoren. De film is donkerder dan de meer campy Batman-televisieserie uit de jaren zestig. In 2005 begon de The Dark Knight-trilogie, die nog duisterder en nog minder campy is.

## Verhaal
De film opent met een straatoverval in Gotham City: een grote en zeer onveilige stad. Als de twee overvallers op het dak van een gebouw de buit verdelen, uit een van hen echter zijn angst voor "de vleermuis". De ander gelooft de geruchten niet, maar vrijwel meteen worden beide criminelen aangevallen door een zeer capabel vechter in een vleermuizenkostuum, op wie kogels nauwelijks effect lijken te hebben. De geheimzinnige wreker laat de ongelovige overvaller praktisch ongedeerd zodat hij iedereen kan vertellen over Batman.
Op een persconferentie maken burgemeester (Lee Wallace), commissaris Gordon en de nieuwe district attorney (openbaar aanklager) Harvey Dent intussen bekend dat ook zij de zeer hoge criminaliteit in Gotham willen gaan bestrijden, zeker nu het 200-jarig bestaan van Gotham nadert. Hun voornaamste doelwit hierbij is ene Carl Grissom (Jack Palance), de machtigste maffiabaas van de stad. De persconferentie maakt weinig indruk op Jack Napier (Jack Nicholson), de rechterhand van Grissom. Napier blijkt een heimelijke verhouding te hebben met Grissoms maîtresse Alicia (Jerry Hall). Napier blijkt zelf de betaling van grote steekpenningen te regelen aan politieman Max Eckhardt (William Hootkins), die Grissoms spion binnen het politiekorps is. Tijdens de transactie loopt de spanning tussen Eckhardt en Napier op: Napier blijkt zichzelf als Grissoms gedoodverfde opvolger te zien, terwijl Eckhardt hem een gek ("psycho") noemt, waar Napier agressief op reageert. Grissom stuurt Napier kort daarna naar zijn fabriek Axis Chemicals om hier middels een geënsceneerde inbraak bewijsmateriaal te verwijderen. Grissom blijkt echter van de affaire tussen Napier en Alicia te weten (waarschijnlijk via Eckhardt) en licht Eckhardt heimelijk van de overval in om Napier uit de weg te laten ruimen.
Journalist Alexander Knox (Robert Wuhl) is de enige journalist die de geruchten over Batman serieus neemt. Samen met fotografe Vicki Vale (Kim Basinger) neemt hij voor om de zaak nader te onderzoeken, in de hoop bewijs van Batmans bestaan vast te kunnen leggen. Vicki regelt dat zij en Knox binnen kunnen komen op een liefdadigheidsfeest in het landhuis van de excentrieke Bruce Wayne (Michael Keaton), in de hoop hier Gordon een uitspraak te kunnen ontlokken. Dat mislukt, maar er springt wel een vonk over tussen Vicki en Bruce. Uiteindelijk wordt het voor de kijker echter duidelijk dat Bruce Wayne in werkelijkheid Batman is en dat alleen zijn butler Alfred (Michael Gough) zijn geheim kent. Gordon verlaat de receptie als hij hoort dat de overval op Axis Chemicals geleid wordt door Napier zelf. Via verborgen camera's kan Bruce dit ontdekken en als Batman naar de fabriek gaan. Daar breekt een heftig vuurgevecht uit tussen de gangsters en de politie, waarbij Batman ook verschijnt en voor het eerst door de politie gezien wordt. Napier schiet Eckhardt dood, maar raakt uiteindelijk in een confrontatie met Batman. Een afgeketste kogel verwondt Napiers gezicht, waarna hij in een vat met zuur valt.
Bruce en Vicki spreken nadien vaker af en krijgen een relatie. Het blijkt dat Bruce geen familie heeft, zodat zijn voornaamste gezelschap uit Alfred bestaat. Napier blijkt ondertussen het ongeluk te hebben overleeft, maar door de chemicaliën heeft hij een witte huid en groen haar gekregen. Slechte chirurgie aan zijn beschadigde wangen doet hem permanent grijnzen, waarna Napier zijn laatste gezonde verstand verliest. Hij noemt zichzelf de Joker, vermoordt Grissom en neemt zijn organisatie over. Om meer te weten te komen over Batman stuurt hij zijn handlanger Bob (Tracey Walter) achter Knox aan. Als de Joker echter op een vergadering van hoge gangsterleiders bekendmaakt dat hij nu de leiding heeft, zijn de andere gangsters hier duidelijk niet happig op. Als Bruce zegt dat hij enkele dagen weg moet, maar Alfred dit verhaal niet bevestigt, besluit Vicki om Bruce te volgen. Bruce gaat naar Gotham, waar hij in een verlaten steeg twee rozen neerlegt: het blijkt de plek waar zijn ouders zijn doodgeschoten. Niet ver daarvandaan, op de trappen van het stadhuis, verklaren Grissoms "zakenpartners" dat Grissom zijn zaken aan hen heeft overgelaten. De gangsters worden echter bij vol daglicht neergeschoten door de mannen van de Joker, die zich openlijk aan het publiek vertoont. Bod heeft ondertussen informatie verzamelt over Knox en Vicki, op wie de Joker ook verliefd wordt.
De eerste actie van de Joker is het verspreiden van een lijn van cosmetica en hygiëneproducten onder de bevolking van Gotham City waar hij zelf een aantal chemicaliën aan heeft toegevoegd. Hierdoor worden deze producten in bepaalde combinaties dodelijk, waarbij je sterft met een grote grijns op je gezicht. Hij vertelt echter niet welke combinaties dodelijk zijn en de stad leeft in angst. Daarna trekt hij met zijn handlangers naar het Gotham Art Museum, waar hij op de muziek van Prince een ravage aanricht met graffiti en action painting. Het is een valstrik voor Vicki Vale, die met een vals bericht uit naam van Bruce naar het museum gelokt was. Batman redt Vicki echter en neemt haar mee naar zijn schuilplaats. Hier vertelt hij haar dat hij de gifcode van de Joker heeft gekraakt. Hij brengt haar verdoofd terug naar haar appartement, waarbij hij haar de foto's afneemt die ze van zijn gevecht met de mannen van de Joker gemaakt heeft. Wanneer Vicki ontwaakt, vindt ze een artikel geschreven door Batman. Ze laat dit artikel publiceren, waardoor men eindelijk het gif van de Joker kan ontlopen.
De volgende dag bezoekt Bruce Vicki in haar appartement, met het voornemen haar zijn geheim te vertellen. De Joker komt echter ook binnenvallen, en er ontstaat een confrontatie tussen Bruce Wayne en de Joker. Bruce daagt de Joker uit, waarop de Joker een revolver trekt en hem vraagt: "Tell me something, friend. Have you ever danced with the devil in the pale moonlight?" Vervolgens schiet hij Bruce neer. De Joker verlaat het appartement, Bruce voor dood achterlatend. Vicki ontdekt tot haar verbazing dat Bruce is verdwenen, met achterlating van een metalen plaat die hij als bescherming gebruikt had. In de Bat-grot overpeinst hij de confrontatie en komt tot de conclusie dat de Napier de moordenaar is van zijn ouders. De moordenaar van zijn ouders stelde namelijk precies dezelfde vraag toen hij zijn ouders vermoordde: "Have you ever danced with the devil in the pale moonlight?". Vicki wordt door Alfred in de grot binnengelaten, zodat ook zij nu het geheim van Bruce kent.
Als de Joker aankondigt voor de 200e verjaardag van Gotham zelf een parade te verzorgen, waarbij hij 20 miljoen dollar in de menigte zal uitstrooien, opent Batman de aanval en vernietigt de fabriek van Axis Chemicals. De Joker is echter al ontkomen en slaagt erin zijn plan met de parade uit te voeren, ogenschijnlijk als een campagne om de harten van de inwoners van Gotham te winnen en iedereen tegen Batman te keren. In het midden van de graaiende massa laat de Joker echter zijn gif in gasvorm los via de reusachtige ballonnen. De ballonnen met het gas worden echter net op tijd weg genomen door Batman die met zijn vliegtuig verschijnt. Uit frustratie schiet de Joker Bob dood, waarna hij met een revolver met een ongewoon lange loop op het vliegtuig schiet zodat het neerstort. Vicki wordt gevangengenomen door de Joker en meegenomen naar de top van de kathedraal. Batman kruipt echter met slechts lichte verwondingen uit het wrak en zet de achtervolging in.
Boven op de toren van de kathedraal ontstaat er een confrontatie tussen Batman en de Joker, die nauwelijks een partij voor Batman blijkt te zijn. Met een onverwachte beweging slaagt de Joker er echter in Batman en Vicki van de toren te werpen, zodat ze aan de rand ervan komen te hangen. Als de Joker per helikopter probeert te ontsnappen maakt Batman zijn been echter vast aan een stenen beeld. Het beeld breekt af, wat uiteindelijk resulteert in de dood van de Joker, die van een grote hoogte naar beneden valt. Daarna kan Batman zichzelf en Vicki in veiligheid brengen.
Op een nieuwe persconferentie voor het stadhuis maken de burgemeester en Harvey Dent bekend dat de laatste mannen van de Joker zijn opgepakt en dat publieke veiligheid niet langer "een lachertje" ("a laughing matter") is. Gordon onthult het Bat-sein, waarmee de politie voortaan Batmans hulp kan inroepen als het nodig is. Vicki wordt door Alfred naar het Wayne-landgoed gereden. De film eindigt met een shot van Batman die vanaf de daken van Gotham waakt over de stad, met het Bat-sein op de achtergrond.

## Rolverdeling
| Acteur             | Personage            |
| ------------------ | -------------------- |
| Michael Keaton     | Bruce Wayne / Batman |
| Jack Nicholson     | Jack Napier / Joker  |
| Kim Basinger       | Vicki Vale           |
| Jack Palance       | Boss Carl Grissom    |
| Robert Wuhl        | Alexander Knox       |
| Billy Dee Williams | Harvey Dent          |
| Michael Gough      | Alfred Pennyworth    |
| Pat Hingle         | Jim Gordon           |
| Jerry Hall         | Alicia               |
| Lee Wallace        | Burgemeester Borg    |

## Achtergrond

### Ontstaan
In 1980 kwam het idee om ook een film te maken over Batman. Tom Mankiewicz, die mede had geschreven aan het scenario van Superman (1978), schreef een eerste versie van een scenario, waarin de oorsprong van Batman werd verteld, met de Joker en Penguin als de slechteriken. Robin zou aan het einde van de film in kostuum verschijnen. De film zou in 1985 worden uitgebracht, maar werd uitgesteld totdat het project werd opgepikt door producenten Jon Peters en Peter Gruber. Zij trokken Tim Burton aan voor de regie, nadat zijn film Pee-wee's Big Adventure een onverwacht succes was geworden. Burton herschreef samen met zijn toenmalige vriendin Julie Hickson een herziene versie, en gaf in 1986 aan Sam Hamm de opdracht om een nieuw scenario op basis van zijn wijzigingen te schrijven.
In 1988 kreeg het project groen licht, nadat Burtons Beetlejuice een groot succes bleek. In september 1988 ging de film in productie, en in oktober werd begonnen met filmen. In december was de film klaar. Gotham City werd ontworpen door de Britse ontwerper Anton Furst. Het sombere, stedelijke setontwerp deed denken aan de sets van films als Metropolis en Blade Runner. Furst combineerde hierin expres verscheidene architectuurstijlen, waardoor Gotham City niet uit een duidelijke tijdperiode kwam en de stad zeer lelijk en troosteloos overkwam.

### Ontvangst
Toen bekend werd dat de film gemaakt werd, heerste er onder de fans van de stripserie de angst dat de film de luchtige, kluchtachtige toon van de televisieserie uit de jaren zestig zou overnemen. Hierbij speelde de keuze voor Michael Keaton als Batman een grote rol, aangezien Keaton tot die tijd voornamelijk bekend was voor zijn werk in lichte filmkomedies. De film bleek echter trouw aan de originele stripreeks. Ook was de invloed van de donkere Batmanstrips van Frank Miller uit 1986, Batman: The Dark Knight Returns, duidelijk. Batman werd een groot succes, die $100 miljoen dollar opbracht in de eerste tien dagen en uiteindelijk wereldwijd meer dan $400 miljoen opbracht. In Noord-Amerika alleen al maakte de film zo'n $82,8 miljoen dollar winst.
Toch kwam er enige kritiek, vooral van mensen die Batman vooral kenden van de televisieserie en een gelijksoortige film verwachtten. Sommige critici, waaronder vooraanstaand recensent Roger Ebert, merkten op dat de film misschien prachtig visueel was vormgegeven, maar de inhoud, het verhaal vrij dun was. Andere recensenten, waaronder Leonard Maltin, merkten op dat de slechterik, de Joker, een veel interessanter personage was dan de held, Batman, en in iedere scène waarin hij zit de show steelt.
Naast de regie van Burton en de speciale effecten werden bij ontvangst vooral de dramatische muziekscore van Danny Elfman en het sombere, stedelijke setontwerp van Anton Furst en Peter Young geprezen. Furst en Young werden beloond met een Academy Award voor het best set design. Jack Nicholson kreeg voor zijn rol een Golden Globe-nominatie. Verder werd de film genomineerd voor zes BAFTA's en kreeg de film twee People's Choice Awards, voor Favoriete Film en Favoriete Filmdrama, die hij deelde met Steel Magnolias.

### Promotiecampagne
De film ging gepaard met een uitgebreide promotiecampagne, met onder andere speelgoed, T-shirts, buttons en posters met het zwart-gele vleermuislogo.
Ook verschenen er twee muziekalbum, een officiële, instrumentale versie van Danny Elfman en een album van Prince met Batman en de Joker als hoofdthema, waarvan enkele nummers ook in de film te horen waren. Voor de makers van de film was de link tussen Prince en de Joker niet ver weg, aangezien beide figuren een voorkeur hadden voor het dragen van paarse kleding. De muziek van Prince werd een groot succes en bereikte in verscheidene landen, waaronder de Verenigde Staten en Nederland, de nummer-eenpositie. Ook het nummer Batdance werd een grote hit. Zowel de filmmuziek van Elfman als een nummer van Prince, "Partyman", werden genomineerd voor een Grammy Award.

## Prijzen en nominaties
In 1990 werd Batman genomineerd voor achttien prijzen, waarvan hij er zeven won.
Gewonnen:
- De ASCAP Award voor “Most Performed Songs from Motion Pictures”
- Een Oscar voor “Best Art Direction-Set Decoration”.
- De BMI Film Music Award
- Een Brit Award voor beste filmmuziek
- Een Evening Standard British Film Award voor “Best Technical/Artistic Achievement”.
- Twee People's Choice Awards:
  - “Favorite All-Around Motion Picture”
  - “Favorite Dramatic Motion Picture”

Genomineerd:
- Zes British Academy Film Awards:
  - Beste acteur in een bijrol (Jack Nicholson)
  - Beste kostuumontwerp
  - Beste grime
  - Beste productieontwerp
  - Beste geluid
  - Best speciale effecten
- Een Golden Globe voor “Best Performance by an Actor in a Motion Picture - Comedy/Musical”.
- Twee Grammy Awards:
  - “Best Album of Original Instrumental Background Score Written for a Motion Picture or Television”
  - “Best Song Written Specifically for a Motion Picture or for Television”
- De Hugo Award voor “Best Dramatic Presentation”.
- De Young Artists Award voor “Best Family Motion Picture - Musical or Fantasy”.

In 1991 werd de film genomineerd voor nog eens zes prijzen, maar won deze niet.
- Vijf Saturn Awards:
  - Beste acteur (Jack Nicholson)
  - Beste kostuums
  - Beste Fantasiefilm
  - Beste grime
  - Beste vrouwelijke bijrol (Kim Basinger)
- Een President's Award

## Trivia
- De kleine rol van Billy Dee Williams als officier van justitie Harvey Dent zou oorspronkelijk een link zijn met het vervolg, waarin Dent zou veranderen in Two-Face. Uiteindelijk werd deze rol pas gebruikt in het derde deel, Batman Forever. De rol werd toen gespeeld door Tommy Lee Jones.
- In de Verenigde Staten was er heel wat commotie nadat bekend werd dat de film een PG-13-rating kreeg.
- In België gaf de filmkeuringscommissie de film het etiket Kinderen Niet Toegelaten waardoor de film verboden werd voor kijkers onder 18 jaar.[3]